# Józef Kowalczyk
Józef Kowalczyk (Jadowniki Mokre, 28 augustus 1938) is een Pools geestelijke van de rooms-katholieke kerk.

## Vroege leven
Kowalczyk werd op 28 augustus 1938 geboren in Jadowniki Mokre, een dorp in de buurt van Tarnów. In 1956 begon hij zijn studie aan het seminarie te Olsztyn. Op 14 januari 1962 werd hij tot priester gewijd door hulpbisschop Józef Drzazga van het bisdom Gniezno. In oktober 1963 begon hij aan een studie canoniek recht aan de Katholieke Universiteit van Lublin en in februari 1965 verhuisde hij naar Rome om zijn studie voort te zetten aan de Pauselijke Universiteit Gregoriana. In 1968 behaalde hij een doctoraal in canoniek recht en in 1971 kreeg hij een diploma van de Sacra Rota Romana. Hiernaast kreeg hij een diploma als archivist van het Vaticaans Geheim Archief.
Op 19 december 1969 ging Kowalczyk werken voor de Congregatie voor de Goddelijke Eredienst en de Regeling van de Sacramenten. In de jaren 1976–1978, vergezelde hij nuntius Luigi Poggi op diens reizen naar de Volksrepubliek Polen. Op 18 oktober 1978, twee dagen nadat kardinaal Karol Wojtyła gekozen was tot paus Johannes Paulus II, werd Kowalczyk gevraagd om een Poolse afdeling op te zetten van het Staatssecretariaat van de Heilige Stoel. Hij zou leiding geven aan deze afdeling tot 1989. In deze functie vergezelde hij meermaals de paus op zijn buitenlandse reizen. Hiernaast werd Kowalczyk gevraagd om leiding te geven aan het vertalen en publiceren van de werken geschreven door Wojtyła voordat hij tot paus werd gekozen.
Tussen 1982 en 1990 was Kowalczyk bij de Poolse geheime politie (Służba Bezpieczeństwa) geregistreerd als een bron voor informatie onder de codename "Cappino". Het is onbekend of hij hier zelf van op de hoogte was of mee had ingestemd. 

## Nuntius in Polen

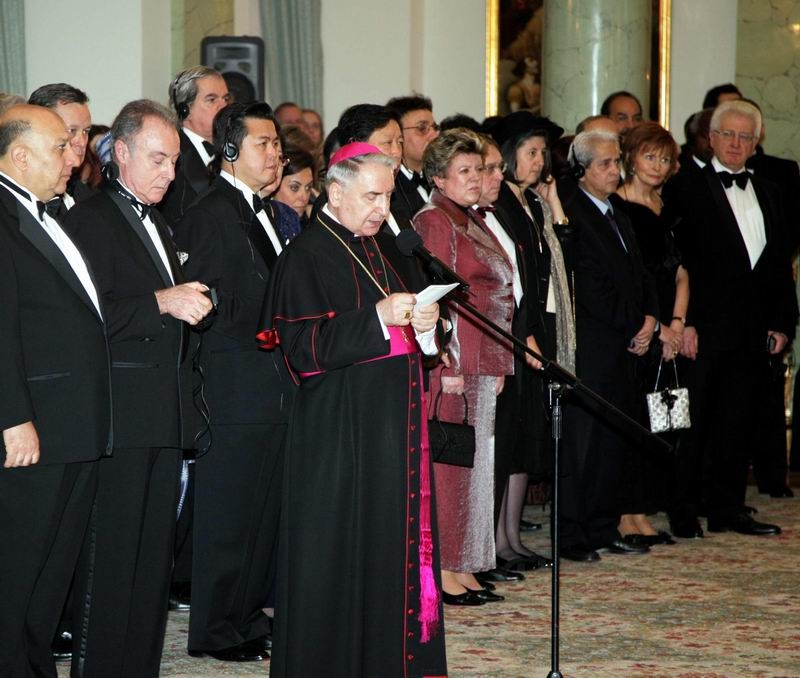
Nuntius Józef Kowalczyk met andere diplomaten in het presidentieel paleis te Warschau.

Nadat Solidarność in juni 1989 de verkiezingen won in Polen werd het contact met de Heilige Stoel hervat op 17 juli 1989. Op 26 augustus 1989 nomineerde paus Johannes Paulus II Kowalczyk als de eerste naoorlogse nuntius in Polen. Op 20 oktober 1989 werd hij door paus Johannes Paulus II in de Sint-Pietersbasiliek tot titulair aartsbisschop van Heraclea gewijd. Kowalczyk koos de woorden Fiat Voluntas Tua ("Uw wil geschiede", een citaat uit het Pater Noster) als zijn motto. De nuntius arriveerde op 23 november 1989 in Warschau, waar hij op 6 december zijn geloofsbrief presenteerde aan president Wojciech Jaruzelski.
Als nuntius overzag Kowalczyk de heroprichting van het militair ordinariaat van Polen in 1991. Samen met de Pools bisschoppenconferentie, werkte hij aan de hervorming van de structuur van de kerk in Polen. Dit zou uiteindelijk leiden tot de pauselijke bul Totus Tuus Poloniae populus in 1992, waarin werd besloten tot de oprichting van 13 nieuwe bisdommen, het verheffen van 8 bisdommen tot aartsbisdom, en een reorganisatie van de grenzen van de bisdommen. Verder leidde hij de onderhandelingen met de Poolse autoriteit voor het concordaat van 1993, waarin Polen onder andere de rechtspersoon van de kerk en het katholieke huwelijk erkende. Hiernaast was Kowalczyk verantwoordelijk voor de voorbereidingen van de pauselijke bezoeken aan Polen in 1991, 1995, 1997, 1999, 2002 en 2006.
Volgens traditie was Kowalczyk – in zijn hoedanigheid als apostolisch nuntius – hoofd van het corps diplomatique in Polen. Verder speelde hij, hoewel hij geen lid was, een belangrijke adviserende rol binnen de bisschoppenconferentie van Polen. Het was zijn taak om kandidaten voor bisdommen voor te stellen aan de Heilige Stoel. Met zijn 21 jaar durende nuntiatuur – de langste nuntiatuur ooit in één land – had Kowalczyk een significante invloed op de samenstelling van de bisschoppenconferentie van Polen. 

## Primaat van Polen
Op 8 mei 2010 accepteerde paus Benedictus XVI het aftreden van aartsbisschop Henryk Muszyński, en benoemde Kowalczyk tot aartsbisschop van Gniezno, en daarmee primaat van Polen. Hij werd ceremonieel geïnstalleerd als aartsbisschop op 26 juni 2010. Het primaatschap, dat traditioneel toevalt aan het oudste bisdom in Polen, heeft geen significante macht meer binnen de kerk. 
Kowalczyk ging op 17 mei 2014 met emeritaat.